# Acorethra
Acorethra is een kevergeslacht uit de familie van de boktorren (Cerambycidae). De wetenschappelijke naam van het geslacht werd voor het eerst geldig gepubliceerd in 1873 door Bates.

## Soorten
Acorethra omvat de volgende soorten:
- Acorethra aureofasciata Gounelle, 1911
- Acorethra erato (Newman, 1840)